# Futurismus (literatura)

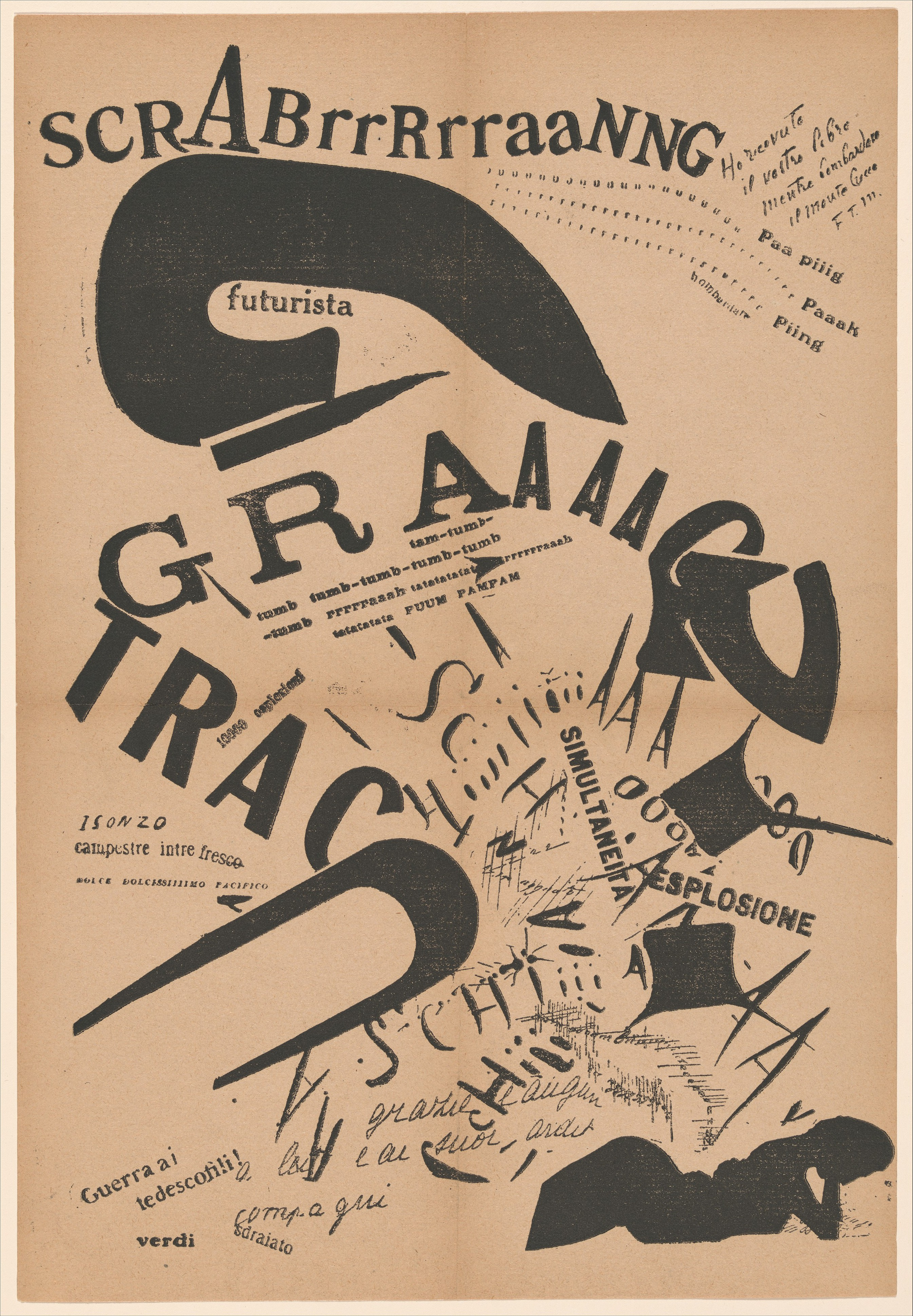
Marinettiho futuristická báseň (1919)

Futurismus byl jedním z prvních směrů literární avantgardy. Filippo Tommaso Marinetti zavedl jeho název a základní principy Futuristickým manifestem, vydaným 20. února 1909 v pařížském Figaru a krátce poté také v milánské revue Poesia. V následujících třech letech se v Itálii objevilo 30 dalších futuristických manifestů, nikoliv pouze literárních, ale také malířských, sochařských, divadelních, fotografických a politických. K základním heslům nového typu literární tvorby patřilo právo na vzpouru a oslava života, odvahy, mužnosti a energie. Futuristická literární tvorba odmítala jakoukoliv návaznost na starší směry, byť do jisté míry vycházela například z myšlenek Nietzschových a Bergsonových. Kladla důraz na dynamiku a novost, zejména moderní techniku, rychlost, sílu a efektivitu mechanických strojů. „Modernolatrie“, uctívání modernity, byla proklamována jako nové futuristické náboženství. Ideály racionalismu byly zavrženy a před rozumem měla být dávána přednost intuici silného jedince. Ve 20. letech se futuristé pod vedením Marinettiho přiklonili k Mussoliniho fašismu.
Koncept „osvobozených slov“ pocházející z let 1912 a 1913 znamenal výrazné formální vymezení vůči dosavadním způsobům psaní. Slova, nejlépe onomatopoická, měla být vyvázána z tradiční jazykové syntaxe a řazena za sebou spíše na významovém nebo zvukovém základě. Příslovce a přídavná jména se měla používat v menší míře a slovesa měla být za účelem potlačení subjektivity pokud možno ponechávána v infinitivu. K nejslavnějším textům napsaným tímto stylem patří Marinettiho válečná báseň Zang Tumb Tumb (1914).
Futurismus ovlivnil většinu pozdějších avantgardních směrů a proudů v literatuře: kubismus, dadaismus, simultaneismus, kreacionismus, surrealismus, expresionismus, jugoslávský zenitismus, španělský ultraismus a anglický vorticismus a imagismus. Velký ohlas měl futurismus v Rusku, kde byl v podobě kubofuturismu spojen se jmény jako Velemir Chlebnikov nebo Alexej Kručonych a fenoménem zaumného jazyka – pokusem psát univerzálním jazykem překračujícím lidský intelekt. Futurismus ovlivnil také Vladimira Majakovského a Borise Pasternaka. Futurismus pronikl též do polské literatury, kde jsou s ním spojováni především Anatol Stern a Bruno Jasieński. V českém prostředí se futurismus sice zřetelně podepsal na avantgardní estetice, přímo k němu se však hlásil pouze Stanislav Kostka Neumann v jednom období své tvorby.

## Futurismus v národních literaturách

### Česko
V českém prostředí se k futurismu otevřeně přihlásilo jen málo tvůrců. Výjimkou byl Stanislav Kostka Neumann, který propagoval futurismus v letech 1913 a 1914 svými fejetony v Lidových novinách. Nejznámějším z nich jsou „Otevřená okna“, považovaná za český manifest futurismu. Futuristické impulzy využil Kostka ve sbírce Nové zpěvy (1918).
Ve 20. letech česká avantgarda futurismus oficiálně spíše ignorovala nebo jej dokonce odsuzovala. Karel Teige tvrdil, že směr se vývoji literatury nijak nepodepsal. Přesto však byl futurismus přítomen jako důležitý prvek v kvasu doby, zmínky o něm se objevují v dobové korespondenci a měl značný vliv na formování mnohých českých avantgardních uměleckých doktrín. Přímo v programových prohlášeních Devětsilu lze nalézt některé futurismem inspirované pasáže, kromě Neumanna se tímto způsobem projevoval například Karel Schulz, když napsal, že „anténový stožár radiografického aparátu je krásnější než Diskobolos nebo Apollón Belvederský či Venuše Miloská“, což připomíná Marinettiho tvrzení, že „řvoucí auto, jehož motor připomíná kartáčovou palbu, je krásnější než Níké Samothrácká“.

### Itálie

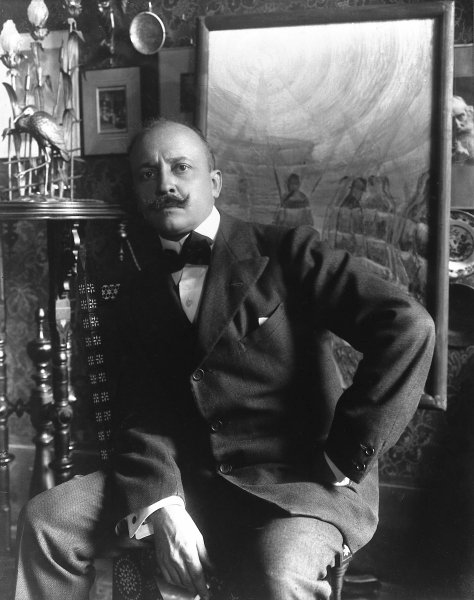
Filippo Tommaso Marinetti, nejvýznamnější osobnost italského futurismu

Z italských osobností je k inspiračním zdrojům řazen Mario Morasso, který již v prvních letech 20. století opěvoval technickou civilizaci a jehož odkaz pro futurismus Marinetti zamlčoval. Z myslitelů mimo Itálii Marinettiho ovlivnili Henri Bergson a Friedrich Nietzsche. Zatímco však k Bergsonovi se Marinetti otevřeně hlásil, Nietzscheho odmítal a jeho motivy (smrt Boha, kritika rozumu, důraz na vůli, misogynie, odpor k běžnosti a konvencím apod.) se ve futurismu objevují spíše zprostředkovaně – Morassem, d'Annunziem a Paulem Adamem. Marinetti nicméně s obdivem hovořil o Waltu Whitmanovi a z jeho poezie převzal fascinaci modernitou, elektrickou a mechanickou technikou a maskulinitou a také představu, že celý svět je podřízen člověku. K umělcům, kteří italský futurismus ovlivnili, bývá rovněž řazen Émile Zola, Emile Verhaeren a Alfred Jarry. Specifickou iniciační roli sehrál symbolismus, Marinetti se v mládí v prostředí symbolistních tvůrců pohyboval, futurismus se však rozhodl koncipovat jako jeho naprostou antitezi. Politicky čerpal směr z idejí Georga Sorela.

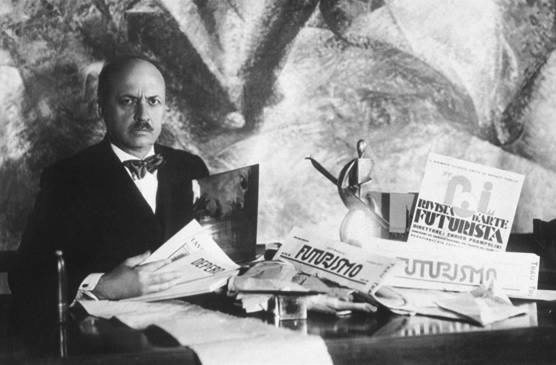
Marinetti a Manifest futurismu

Futuristický manifest, první výzva k novému způsobu tvorby spolu se stanovením základní principů, měl původně vyjít v Itálii již na roku 1908, vzhledem k zemětřesení v Messině, které upoutalo veškerou pozornost médií, se Marinetti rozhodl publikaci o několik měsíců odložit. Manifest byl proto publikován až následujícího roku, nejprve 20. února 1909 v pařížských novinách Figaro a ihned poté v únorovém a březnovém dvojčísle milánské revue Poesia. Následně se utvořila první futuristická skupina, a sice právě z okruhu revue Poesia, neboť v Itálii vzbudil manifest nesrovnatelně větší pozornost než ve Francii. Jednou z příčin tohoto úspěchu může být skutečnost, že sever Itálie právě prošel pozdním a velmi rychlým procesem industrializace, zatímco země jako celek stále ještě žila z dědictví slavné minulosti – dobové osobnosti italského kulturního života se proto obávaly, že se ze země stává pouhé muzeum určené zahraničním turistům.

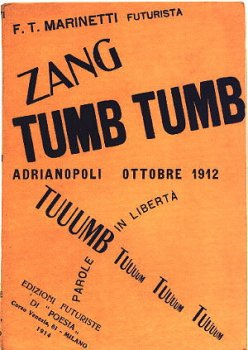
Obálka básně Zang Tumb Tumb (1914)

První futuristickou skupinu tvořili kromě Marinettiho ještě Enrico Cavacchioli, Paolo Buzzi, Luciano De Maria, Luciano Folgore, Decio Cinti, Armando Mazza, Aldo Palazzeschi, Gran Pietro Lucini a další. Marinetti však zůstával po celou dobu vůdčí osobností, nejen v oblasti tvorby, ale také neúnavnou a promyšlenou organizací a propagací nového směru. Z raných futuristických děl je možné jmenovat Palazzeschiho román Il codice di Perelà (Perelův zákoník, 1911), zasazený do pohádkové země, a Merinettiho africký román Mafarka le futuriste (Mafarka futuristka, 1910). Významným básnickým dílem raného futurismu je antologie I poeti futuristi (Futurističtí básníci, 1912), byť se v ní ještě ukazuje závislost na starších estetikách, symbolismu, dekadenci a secesi, což je ovšem zároveň důkazem toho, jak široce byl futurismus dobově chápán. K tvůrcům zařazeným do sbírky patří sám Marinetti (některé starší básně z francouzského období tvorby), Enrico Cavacchioli (básnické popisy večera, ale též explodujících torpéd), Paolo Buzzi (sociálně laděné expresivní básně), Luciano Folgore (personifikace věcí, zbraní, elektřiny apod.) Armando Mazza (výpad proti Benátkám), Aldo Palazzeschi (básně od hravě idylických až k provokativním a rouhavým), Liberto Altomare (básně vycházející z dekadentní tradice), Enrico Cardile (básnický hold dceři katalánského anarchisty Francisca Ferrera), Mario Betuda (básně o drogových experimentech), Giuseppe Carrieri (oslava porážky mýtů minulých dob), Auro D'Alba (krepuskolárně laděné básně), Gesualdo Manzella-Frontini (dekadentně morbidní básně) nebo Corrado Govoni (básně využívající poetické analogie a spojující modernost s nostalgičností).

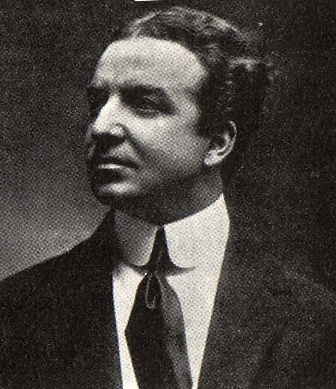
Básník Aldo Palazzzeschi se s futuristy rozešel pro politické neshody

Nejslavnějším futuristickým postupem se však stal až koncept takzvaných osvobozených slov, který se ustavil v letech 1912–1913 prostřednictvím Marinettiho textů Manifesto tecnico della letteratura futurista (Technický manifest futuristické literatury, 1912) a Distruzione della sintassi. L’Immaginazion esenza fili e le Parole in Libertà (Zrušení syntaxe. Bezdrátová komunikace. Osvobozená slova, 1913). Sám Marinetti tímto způsobem napsal jeden ze svých nejslavnějších textů, reportážní báseň Zang Tumb Tumb (někdy nazývané také Zang Tumb Tuum, 1914), inspirovanou první balkánskou válkou. Marinetti důsledně uplatnil svou teorii: často přítomná jsou onomatopoická slova, přídavná jména se objevují zřídka a bez vztahu k podstatným jménům, slovesa jsou užívána výhradně v infinitivu.
K dalším dílům napsaným tímto způsobem patří báseň Piedigrotta Francesca Cangiulla, zachycující barvy, vůně a tóny neapolského mariánského svátku. Luciano Folgore využil teorii osvobozených slov ve sbírce Ponti sull'oceano (Mosty přes oceán, 1914), zpracovávající tímto způsobem obrazy továren, strojů a vůbec technické civilizace. Corrado Govoni užil osvobozených slov ve sbírce Rarefazioni e Parole in libertà (Zředění a osvobozená slova, 1915) s ironickým nadhledem. S vlastní verzi osvobozených slov experimentoval také básník Ardengo Soffici, blížící se literárnímu kubismu. Posledním Marinettiho pokusit tvořit pomocí osvobozených slov je autobiograficko-psychologický román 8 anime in una bomba (8 duší v jedné bombě, 1919), spojující válku s erotickým prožitkem. V průběhu války se od futurismu někteří autoři odklonili, část kvůli militaristickému vojenskému směřování (Lucini, Palazzeschi), jiní nesouhlasili s uměleckým směřováním (zejména florentští futuristé Giovanni Papini a Ardengo Soffici odmítali „neoriginální, banální a naturalistický“ paroliberismus a sami sebe považovali za dědice pravého futurismu).
V poválečném období se kolem Marinettiho shromáždila nová skupina básníků a Marinetti přišel v roce 1921 s novým konceptem taktilismu (důrazem na hmat), ale vliv hnutí v té době již postupně klesal. V roce 1923 se futuristé pevně přimkli k fašistickému italskému režimu. Futurismus se stal směrem podporujícím italský nacionalismus, iredentismus a imperialistické podmaňování cizích kultur. Postupně však byl vytlačen jinými směry a chápán spíše jako režimem oficiálně tolerovaný relikt minulosti. Ve 30. letech ještě došlo k jistému oživení – z roku 1931 pochází koncept „aeropoezie“, spojující dynamiku pohledu z letadla či poslouchání rádiového přenosu se zkratkovitým předáváním velkého množství informací a četnými geometrickými a technickými metaforami, potlačujícími lidské vnímání světa.  Definitivním koncem italského futurismu byl pak Marinettiho smrt, k níž došlo v roce 1944.

### Rusko

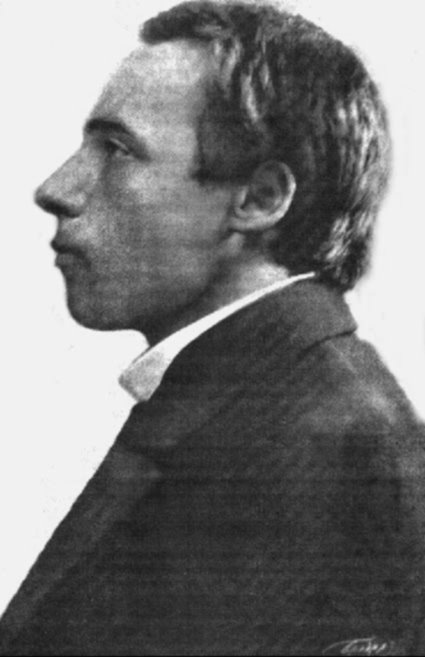
Ruský futurista Velemir Chlebnikov

Nejvýznamnějším ruským básníkem, na jehož byl Vladimir Majakovskij, spoluautor futuristického manifestačního sborníku Políček veřejnému vkusu (1912). Futuristické impulsy kombinoval s groteskními expresionistickými východisky a biblickými, středověkým a renesančními vlivy. K jeho nejznámějším raným dílům patří výpravní básně Oblak v kalhotách (1915) a Flétna-páteř (1915), proslavil se také patetickou revoluční básní 150 000 000 (1921). Futurismus zanechal stopy také na raném díle Borise Pasternaka, konkrétně na básnických sbírkách Blíženec v mracích (1914) a Nad bariérami (1917), dál se však tento tvůrce vyvíjel samostatně a specificky.
Ruský futurismus se rozpadl do svou užších směrů, méně známého egofuturismu, jehož nejdůležitějším představitelem se stal Igor Severjanin (pseudonym Igora Lotarjova), a kubofuturismu, reprezentovaném zejména Velemirem Chlebnikovem a Alexejem Kručonychem. Kubofuturismus měl zřetelně utopické rysy a se zaujetím zkoumal kořeny a možnosti jazyka a jeho hlásek. Stal se předchůdcem fónické poezie. K jeho charakteristickým rysům patří tvoření slov, pátrání po objektivním vazbě zvuku a významu a koncept takzvaného zaumného jazyka, totiž transracionálního, univerzálního jazyka, který přesahuje lidský intelekt.
Kručonych je významný zejména svým manifestem Slovo jako takové (1913). V roce 1916 přesunul z Moskvy do Tbilisi, kde s ním v rámci skupiny 41° začali spolupracovat zejména Ilja Zdaněvič a Igor Terentěv – od roku 1918 pořádali v kabaretu „Fantastičeskij kabačok“ přednášky týkající se avantgardních témat, futuristické poezie a divadla. K raným moskevským futuristickým zaumnikům patřil také Anton Lotov, který tvrdil, že své zaumné básně sestavoval nezávisle na Chlebnikovovi a Kručonychovi ještě předtím, než vydali svá díla. K Lotovovi měl umělecky blízko básník Konstantin Bolšakov. Básník Vasilisk Gnědov, rodák z Rostova na Donu, působil v Petrohradě a transformoval ve své poezii zaumným způsobem lidovou mluvu. Méně známým petrohradským zaumnikem byl Sergej Podgajevski. Významný lingvista Roman Jakobson, později zakladatel Pražského lingvistického kroužku tvořil v mládí zaumné futuristické básně pod pseudonymem Aljagrov. Zaumné texty psali také futurističtí malíři jako Olga Rozanova, Pavel Filonov, Kazimir Malevič, Varvara Stěpanova nebo Boris Ender. Posledním výrazným ruským futuristickým zaumnikem se stal Alexandr Tufanov.

### Polsko
V Polsku navazoval literární futurismus především na formismus a zrodil se po první světové válce v avantgardních literárních skupinách Skamander (ve Varšavě) a Zwrotnica (v Krakově). Futuristické manifesty sestavili Anatol Stern a Bruno Jasieński. Po neúspěchu časopisu Nowa Sztuka, který vydržel pouze několik čísel, vydávali polští futuristé svá díla v jednorázových almanaších. První z nich se jmenoval Gga a vyšel roku 1920 péčí Anatola Sterna a Alexandr Wata.